# 狗肉 (辐射)
狗肉是末日幻想类系列角色扮演游戏（RPG）《辐射》中反复出现的非玩家角色（NPC）。它在1997年发行的首版《辐射》游戏（下文称这一版本为《辐射1》）中作为可选队友首次出现，并在续作《辐射2》（1998年）和其它一些游戏中作为客串角色出现。此外，狗肉的品种在2008年的《辐射3》和2015年的《辐射4》中发生了变化，然而其角色定位（队友）并没发生实质性改变。无论外貌如何，这个角色在整个系列中都具有极高人气，也被认为是电子游戏领域里最受欢迎的角色之一。

## 游戏里的狗肉

### 《辐射1》中的狗肉

《辐射1》：狗肉在Phil门前吓唬他，这是它在系列游戏中的第一次出场，彼时它的主人刚刚死在混混手里。

在最初黑岛工作室和Interplay娱乐出品的最初版《辐射1》（1997年）中，主角“避难所居民”在垃圾镇（Junk Town）首次遇到了阴郁凶恶的狗肉。彼时它趴在一位镇民的家门口不停吠叫，镇民则无法回家因而求助主角。原来，狗肉的前主人（他并没有名字，设定上是在致敬1979年電影《疯狂的麦克斯》）死在了当地黑帮老大 Gizmo 雇佣的混混手里。如果玩家给狗肉穿着皮夹克（游戏护甲道具），狗肉会将你认作自己的主人而跟着你走，成为你的队友；或者你也可以通过给它投喂食物来招募它入伙。根据《辐射圣经》记叙，狗肉是在2161年12月30日被主角收养，并在2162年4月20日跟随主人突襲「教主」的军事基地时，死在力场屏障下。狗肉原定会出现于一部已经被取消的改编电影中。
在辐射1较简陋的队友NPC系统下，狗肉的战斗力是可圈可点的，这也是其受到玩家喜爱的一大原因。虽然不能使用武器且没有装甲，狗肉的行动点数远高于人类角色，可以在一回合之内反复咬人，并有相当的概率将对手扑倒令其丧失行动能力（原因是狗咬人主要咬腿），这样能给玩家带来很大战术优势。

### 《辐射2》中的狗肉

《辐射2》：狗肉作为彩蛋出现在了碎梦咖啡馆

《辐射2》中，因为官方结局里狗肉已经阵亡，所以它作为一个客串角色出现在了“特殊事件”——碎梦咖啡馆（Café of Broken Dreams）裡。如果进入特殊事件的时候主角身穿13号避难所连体衣，玩家便能将他收为队友（如图所示，实际上就是不穿着任何护甲；因为程序错误（Bug），穿守桥人长袍也可以）。如果玩家选择杀害狗肉，那么一个名叫Mel（與《迷霧追魂手》主演Mel Gibson同名）的男子会出现并试图为它报仇。
在《異塵餘生2》中，狗肉各方面的能力或數值相较一代大幅提升，還能够升级，并獲得了一個普通的NPC腳本，讓玩家能與它交流，如對話、下戰鬥指令或隨行命令等。虽然绝对能力大有提升，但相对而言狗肉的实战价值相对一代反而下降不少，因为2代总共有3个可入伙的狗搭档（没有实战价值的‘倒霉狗’不计入），而另外两只是半机器狗，相比之下狗肉作为“传统狗”战斗力和防御力都略有逊色。

### 新辐射（《辐射3》、《新维加斯》、《辐射4》）中的狗肉

《辐射3》中的狗肉，其品种为牧牛犬

贝塞斯达娱乐接手开发《辐射》后，在《辐射》世界观2277年（《辐射1》的115年之后），一隻截然不同的、名叫狗肉的狗出现在了《辐射3》中。它的前主人是一位拾荒者，在它被发现的那个垃圾场被一群强盗杀害。在游戏中主角，也就是獨行者，可以将它招募做队友，叫它帮你搜集附近的物资并带回来给你 。在《辐射3》扩展资料包（DLC）“断钢”（Broken Steel）中，在角色到达22级以上并选择“狗仔！”（Puppies!）天赋后，你便可以在狗肉阵亡后，前往101号避难所门口把它的后代接回来成为你的队友，而新的狗生命值将会由原来的500点上升到1,000点 并且随着游戏的发展，还能达到最高1.5萬点——这一数值远超玩家所能达到的数值，而狗肉的防御力也比玩家高得多，因此在华盛顿废土上经常会上演“狗肉大战死亡爪（Deathclaws）”“狗肉大战白化辐射蝎（Radscorpion）”的精彩场面 。游戏博客网站Destructoid还把《辐射》中的一个粉丝制作的、能为狗肉穿护甲的模組（Mod），和贝塞斯达公司发售的“能给马匹穿护甲”的臭名昭著《上古卷轴4》（2006年）付费DLC做对比，形容为“不仅不用钱，而且很有用”。
《辐射：新维加斯》中狗肉并没有出场，不过有粉丝制作的Mod将其添加进了游戏。
《辐射4》中狗肉的犬种从原来的牧牛犬换成了德国牧羊犬，而且在生命值归零后并不会死亡，而是晕倒。

## 其他游戏中的客串
除了在《辐射》世界观中，狗肉还在其它一些游戏有过客串。2001年Troika Games出品的RPG《奥秘：蒸汽与魔法》和2004年inXile娛樂出品的动作类RPG（ARPG）《冰城传奇》中狗肉都做过配角。然而，胎死腹中的《辐射》系列正统续作“范伯伦计划”却并没有任何“复活”狗肉的想法。

## 角色设计

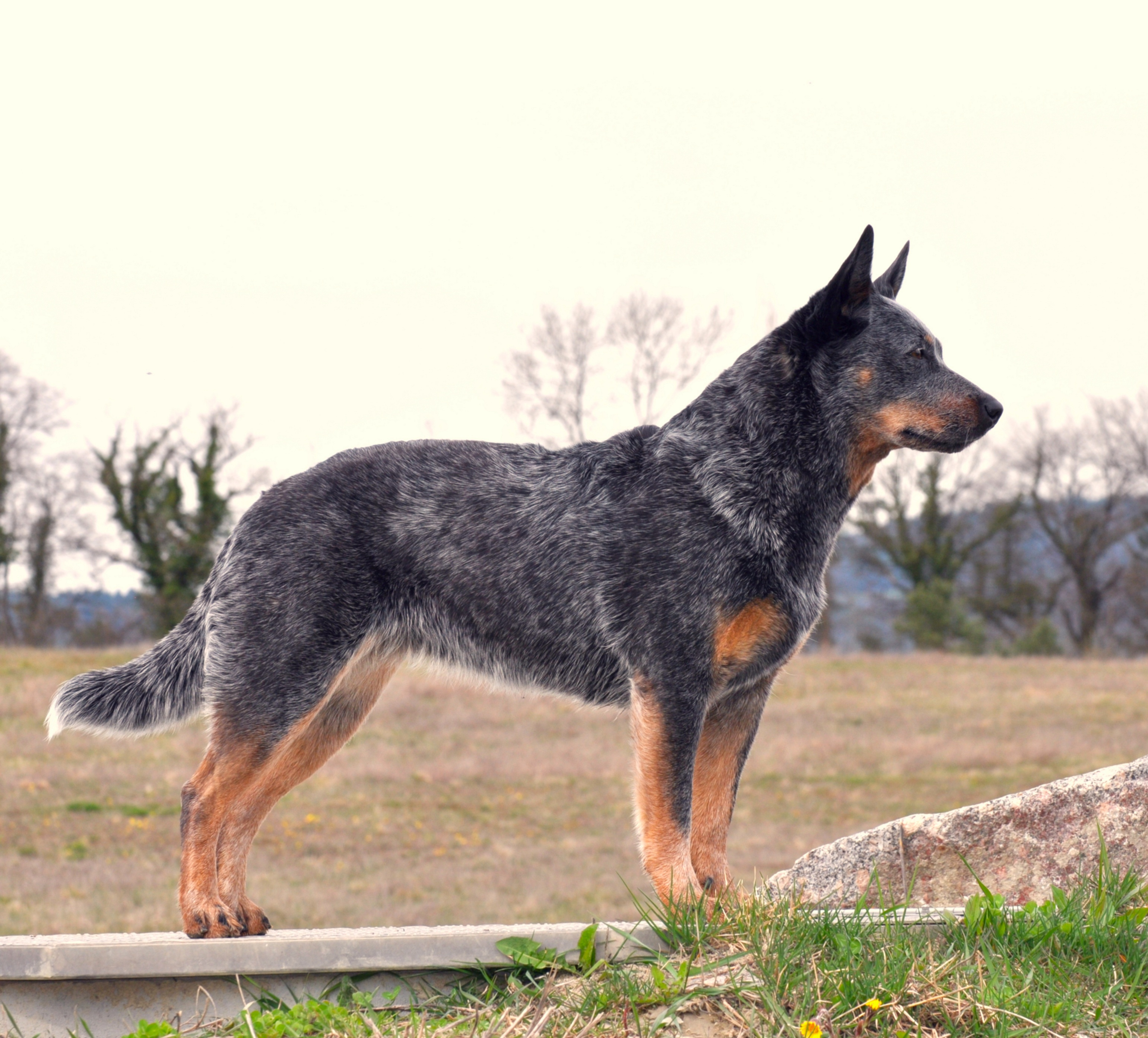
在《辐射3》中，为了向电影《疯狂的麦克斯2》致敬，狗肉是一只如图所示的蓝色赫勒牧牛犬。

狗肉的出现受到了1981年后启示录电影《疯狂的麦克斯2》中主角麦克斯·洛克坦斯基那条没有名字的狗的启发。一开始它的名字被定为“狗屎（Dogshit）”，后来受到1975年后启示录电影《孩子与狗》中开场时主角 Vic 呼唤自己的寻血猎犬“狗肉”的场景启发，便改变了它的名字并沿用至今。根据《辐射》系列制作人、首席程序员和设计师蒂姆·坎的说法，“（游戏）美术指导倫納德·博亞雷斯基总在办公室看那部电影，而且我想他在很多场合都反复强调游戏里如果有条狗会比较好。（这就是）为什么我们一开始就在游戏里设计了一条狗”  。坎评价《辐射》程序员、设计师傑斯·海因格说：“（他可能）是那个应该感谢狗肉的人”。海因格自己认为“在我看来，（《辐射》的设计师）史考特·班尼（Scott Bennie）最终敲定了角色的名字‘狗肉’，这很有可能是从哪个故事里找出来的。”
2009年，《辐射》设计师克里斯·泰勒表示他们“从来没想到狗肉能变得这么受人喜爱”，他说：“我原本设想玩家后面跟着的那群NPC下场应该都不会很好，所以当我听说玩家们绞尽脑汁想要在最后一战保住狗肉性命时吃了一惊——尤其是他们通过了军事基地裡由力场屏障构成的地狱”。
《辐射2》和《辐射：新维加斯》的设计师克里斯·阿瓦隆称，狗肉“可能是史上最成功的NPC队友”，因为“第一：它不会说话，所以玩家可以随便想象它的个性；第二：它很能打；第三，它是一只始终忠于你的狗。我不觉得除此之外会有什么感情能取代玩家心目中这条狗的地位”
《辐射4》中重新設計的狗肉由工作室成員養的德國牧羊犬River提供動作捕捉。2021年6月27日，遊戲設計師Joel Burgess透過Twitter發布River去世的消息。

## 评价
Kotaku称赞狗肉是“最具代表性的角色之一、感情最丰富的角色之一”，史考特·羅傑斯（Scott Rogers）所著《升等！偉大遊戲設計之指南》（Level Up!: The Guide to Great Video Game Design）在讨论“小队成员不一定是人类”这一话题时，使用了用狗肉作为例子。2008年，UGO Team在解释他们将狗肉作为“辐射角色中无可置疑的冠军”原因时称“狗肉不仅是我们最爱的辐射角色，也是游戏史上最棒的狗狗”。
| 年份 | 媒体                    | 媒体人                            | 排名内容                       | 评价 |
| ---- | ----------------------- | --------------------------------- | ------------------------------ | --- |
| 2008 | Bit-tech                | 喬·馬汀 （Joe Martin）            | PC游戏史上顶级NPC - 第六名     | 我们喜爱的游戏角色有很多，却很少有能称得上是我们“爱”的角色。然而尽管狗肉是个非常单纯的伙伴，我们却能为了提高它一丁点的生存几率而反复读档。 |
| 2009 | 《The Escapist》        | 麥可·菲伊格                       | 《辐射》世界观中最受喜爱的角色 | 在人人自危，对周遭漠不关心的核废土，狗肉就是道德的风向标。无论玩家是善是恶，狗肉的目标只有一个——保卫你的安全。                               |
| 2011 | ScrewAttack             | 史蒂夫（Steve） 和拉森（Larson）  | 游戏中的最佳宠物 - 第十名      | |
| 2012 | 《PlayStation官方杂志》 | 麥可·派瑞 （Michael Perry）       | PlayStation平台五大著名狗狗    | |
| 2013 | Kotaku                  | 賈苟·維斯 （Gergo Vas）           | 游戏里最酷的狗                 | |
| 2014 | 《Metro》               | 班傑明·阿貝特 （Benjamin Abbott） | 盘点数字世界中最棒的五条狗         | |
| 2014 | 《Paste》               | 布萊恩·泰勒 （Brian Taylor）      | 十一条游戏世界超赞狗狗         | |
| 2014 | 《图片报》              | -                                 | 游戏界最酷的狗狗               | |

IGN编辑萊恩·麥卡菲（Ryan McCaffrey）将狗肉选为自己“最希望在《辐射4》中回归的老角色”。
狗肉也被无数次评为游戏中最棒的“老伙计（sidekick）”类型的角色。
| 年份 | 媒体           | 媒体人                     | 荣誉                       | 评价或备注                                                                                                |
| ---- | -------------- | -------------------------- | -------------------------- | --- |
| 2000 | GameSpot       | -                          | 十大游戏里的“老伙计”       | “总因为忠诚于自己的主人而把自己卷入麻烦，却不能做出（一般狗狗能做出的）杂耍，而且在1代游戏中毫不听从指令” |
| 2004 | GameSpy        | 戴夫·柯薩克 （Dave Kosak） | 游戏界最棒老伙计           | 备注：当选原因是对主角绝对忠诚                                                                            |
| 2008 | 《每日电讯报》 | -                          | 十大游戏史上最棒的老伙计   | 援引： |
| 2008 | GameSpot       | -                          | 游戏史上最棒老伙计         | 备注：从一群角色中挑选出了64个角色，狗肉就是其中之一                                                      |
| 2011 | 《Maximum PC》 | -                          | 二十五个游戏史上最棒老伙计 | “尽管在几代作品中它的样貌、品种和属性都有所变化，狗肉的忠诚和好胜心却始終如一”                            |

有趣的是，作为《辐射4》中狗肉的形象来源的那条德国牧羊犬在2015年的「CW電視網世界狗狗大獎」（The CW's World Dog Awards）上获得了 “2015年度最佳电子游戏狗狗” 荣誉称号。

## 備註
1. ↑  事实上，在《辐射1》的Boss战中，军事基地前几层有一些力场屏障，如果玩家角色没有特定技能是只能损失生命值强行穿越的，而狗肉血量低、没有恢复生命值的快速方法（只能随着时间流逝自动回复），而寻路AI又会让狗肉无视力场强行穿越因而对其造成大量伤害，所以玩家能够保住狗肉性命实为不易，更不用提面对Boss时敌人大量高伤害武器装备，这也是玩家们保住狗肉性命任务中一大难题。[7][14]。

## 引用
1. ↑  Black Isle Studios.  (PDF). Fallout 2. Interplay. 1998-09-30  [2019-05-24]. （原始内容存档 (PDF)于2016-03-04）.
2. ↑  Avellone, Chris. . Fallout Bible. 2002-02-25  [2019-05-24]. （原始内容存档于2013-04-03）.
3. 1 2 3  . UGO.com. 2008-09-17  [2019-05-24]. （原始内容存档于2013-11-05）.
4. ↑  Bertz, Matt. . Game Informer. 2009-10-01  [2019-05-24]. （原始内容存档于2017-12-29）.
5. ↑  . Fallout 2 Walkthrough. GameBanshee.com.   [2019-05-24]. （原始内容存档于2017-06-23）.
6. 1 2 3 4 5 6 7 8 9  Fiegel, Michael. . The Escapist. 2009-07-21  [2019-05-24]. （原始内容存档于2013-04-03）.
7. 1 2  . 机核网.   [2019-05-26]. （原始内容存档于2021-04-06）.
8. ↑  Hicks, Chris. . GamesRadar. 2008-04-21  [2019-05-24]. （原始内容存档于2017-06-20）.
9. ↑  Schrier, Karen; Gibso, David. . IGI Global. 2010-12-31: 33. ISBN 978-1609601201.
10. ↑  . www.bn13.com.   [2019-05-24]. （原始内容存档于2019-08-26）.
11. ↑  Zimmerman, Conrad. . Destructoid. 2009-07-20  [2019-05-24]. （原始内容存档于2015-10-01）.
12. ↑  . Fallout New Vegas Nexus.   [2019-05-24]. （原始内容存档于2013-03-12）.
13. ↑  Seitz, Dan. . Uproxx. 2015-06-17  [2015-06-17]. （原始内容存档于2015-06-19）.
14. ↑  . Reddit.   [2019-05-24]. （原始内容存档于2015-05-03）.
15. ↑  Reynolds, Matthew. . Digital Spy. 2015-09-22  [2021-07-01]. （原始内容存档于2021-12-12）.
16. ↑  S. Good, Owen. . Polygon.   [2021-07-01]. （原始内容存档于2021-11-02）.
17. ↑  Bankhurst, Adam. . IGN. 2021-06-28  [2021-07-01]. （原始内容存档于2021-12-03）.
18. ↑  Yin-Poole, Wesley. . Eurogamer. 2021-06-28  [2021-07-01]. （原始内容存档于2021-10-27）.
19. 1 2  Hoggins, Tom. . The Telegraph. 2008-10-11  [2019-05-24]. （原始内容存档于2015-10-05）.
20. ↑  Rogers, Scott. . Wiley. 2010-07-06: 52. ISBN 978-0470688670.
21. ↑  . bit-tech.net.   [2008-07-18]. （原始内容存档于2009-01-22）.
22. ↑  Steve and Larson. . machinima!. 2011-03-10  [2019-05-24]. （原始内容存档于2017-08-18）.
23. ↑  Perry, Michael. . PlayStation Official Magazine. 2012-04-03  [2019-05-24]. （原始内容存档于2013-12-21）.
24. ↑  Vas, Gergo. . Kotaku. 2009-03-06  [2019-05-24]. （原始内容存档于2017-07-10）.
25. ↑  Benjamin Abbott. . Metro.co.uk. 2013-09-26  [2014-05-10]. （原始内容存档于2014-05-08）.
26. ↑  Taylor, Brian. . Pastemagazine.com.   [2014-05-10]. （原始内容存档于2014-05-12）.
27. ↑  . BILD.de.   [2019-05-24]. （原始内容存档于2015-09-24）.
28. ↑  . IGN. 2015-06-05  [2019-05-24]. （原始内容存档于2020-01-07）.
29. ↑  . GameSpot. 2000. （原始内容存档于2005-05-20）.
30. ↑  Kosak, Dave "Fargo". . GameSpy. 2004-01-14  [2019-05-24]. （原始内容存档于2009-04-13）.
31. ↑  . GameSpot. 2008. （原始内容存档于2011-12-17）.
32. ↑  . Maximum PC. 2011-11-22  [2019-05-24]. （原始内容存档于2013-03-10）.
33. ↑  Makuch, Eddie. . GameSpot. 2016-03-16  [2019-01-04]. （原始内容存档于2019-01-05）.